# Louis Oustry
Louis Oustry, né le 9 février 1822 à Rodez et mort à Chartres le 2 mars 1888, est un préfet et un avocat français.

## Biographie
Louis Oustry est déposé le jour de sa naissance devant la porte de l'hospice de Rodez. Il est élevé et adopté par la famille Lafabrègue-Oustry. Après des études de droit à Paris, il obtient sa licence en 1845 et devient avocat au barreau de Rodez.
En 1848, à la chute de la Monarchie de Juillet, il fonde, avec pour associés les avocats Louis Bouloumié et Casimir Labarthe, le journal L'Aveyron Républicain. Ce journal qui ne paraît que quatre ans, comparaît trois fois au tribunal pour délit de presse mais est relaxé à chaque fois. 
Après le Coup d'État du 2 décembre 1851, il est arrêté le 5 décembre, puis jugé et condamné en janvier suivant à être déporté en Algérie. Il résidera à Bône et à Constantine. Il n'y restera qu'une année puisqu'il bénéficiera des amnisties que signe Napoléon III au moment de son mariage le 30 janvier 1853.
Il reprend sa charge d'avocat à Rodez. En 1869, pour enquêter sur une fusillade aux mines de Decazeville où quatorze mineurs grévistes trouvent la mort, la Chambre des députés envoie en Aveyron les députés Jules Simon et Jules Ferry que Louis Oustry rencontre en sa qualité d'avocat. Cette rencontre sera déterminante pour la carrière préfectorale qu'il entamera ensuite sous la Troisième République.
Il était frère de la Loge La Parfaite Union de Rodez, loge maçonnique fondée le 19 juin 1762 à Rodez.

## Carrière préfectorale
Entre 1870 et 1873, Louis Oustry est préfet de l'Aveyron, de l'Aude, de la Corrèze et d'Alger. Il est en 1876 préfet des Vosges et en 1877 préfet de la Dordogne, puis nommé dans le Rhône. Sa carrière préfectorale se termine à Paris où il prend ses fonctions en 1882.

## Hommage
- Une rue de Rodez porte son nom.

## Distinctions
- Louis Oustry était Commandeur de la Légion d'honneur[8].

## Sources bibliographiques
- Yves Carcenac, Louis Oustry (1822-1888) - Du proscrit de l'Empire au préfet de la République, éd. Toute Latitude,  (ISBN 9782352820321)
- Vincent Wright, Les préfets de Gambetta, éd. Presses Paris Sorbonne, 2007,  (ISBN 2840505045)
- Jean-Michel Cosson, Histoire des rues de Rodez, éd. de Borée, 2003,  (ISBN 2844941982)
- Pierre Henry, Histoire des préfets : Cent cinquante ans d'administration provinciale, 1800-1950, éd. Nouvelles Éditions Latines, 1950
- Louis de Coulanges, Les préfets de la République, éd. E. Dentu, 1872